# توماس جي. يبرش
توماس جي. يبرش هو سياسي أمريكي، ولد في 3 يوليو 1869 في مقاطعة هنري في الولايات المتحدة، وتوفي في 20 مارس 1951 في مارتينسفيل في الولايات المتحدة. نشط حزبياً في الحزب الديمقراطي. وقد انتخب عضو مجلس الشيوخ الأمريكي ‏ عن دائرة المقعد الثاني لفرجينيا ‏ وقد انضم خلال فترته النيابية ‏ (31 مايو 1946 – 5 نوفمبر 1946) للكتلة البرلمانية الحزب الديمقراطي وانتخب عضو مجلس نواب الولايات المتحدة عن ولاية فرجينيا ‏ وانتخب عضو مجلس النواب الأمريكي ‏.